# Bindning (runsten)
Bindning på runstenar innebär att någonting, ofta en rundrake eller en runorm, binds till stenen eller låses på annat sätt.
Bindning förekommer i flera olika former, till exempel genom en eller flera mindre ormar, iriskt koppel, fjättrar eller flätning där rundjurets kropp ligger i slingor och håller fast sig, biter sig eller korsar sig själv.

## Användning och mening
Meningen med bindning är egentligen okänd men flera olika teorier finns bakom dess betydelse. Bland annat skulle bindning skapa runmagi som kunde binda bort eller och oskadliggöra onda makter, och kanske även den döde vars namn är ristat i stenen kunde bindas. Ibland framställs även korsfäste Kristus som bunden vid korset, vilket antyder att den magiska bindslen är metafor för uppståndelsen, både för Kristus och för Midgårdsormen som släpps lös vid Ragnarök.
Tyske arkeologen och författaren Peter Paulsen(de) menar att man velat skydda sig mot demonerna med hjälp av ett bindandets magi, skydda människornas värld och kontrollera kaos. Svenske kyrkohistorikern och teologen Emanuel Linderholm menar att i runstenarnas drak- och ormslingor ursprungligen torde ha legat ett magiskt bindande, som dock avtagit något under runstensresandets tid. Ett tidigt exempel tycks ha varit Ög N288, där 4 vågräta rader kopplas samman med den lodräta raden som fungerar både som början och slutet på inskriften.

### Runskriftmotiv
- Rundjur
  - Runorm
  - Rundrake

### Bindningsformer
- Iriskt koppel
- Flätning (runsten)